# Chytranthus macrobotrys
Chytranthus macrobotrys är en kinesträdsväxtart som först beskrevs av Ernest Friedrich Gilg, och fick sitt nu gällande namn av Exell & Mendonca. Chytranthus macrobotrys ingår i släktet Chytranthus och familjen kinesträdsväxter. Inga underarter finns listade i Catalogue of Life.